# Les Sauvages
Les Sauvages is een gemeente in het Franse departement Rhône (regio Auvergne-Rhône-Alpes) en telt 575 inwoners (1999). De plaats maakt deel uit van het arrondissement Villefranche-sur-Saône.

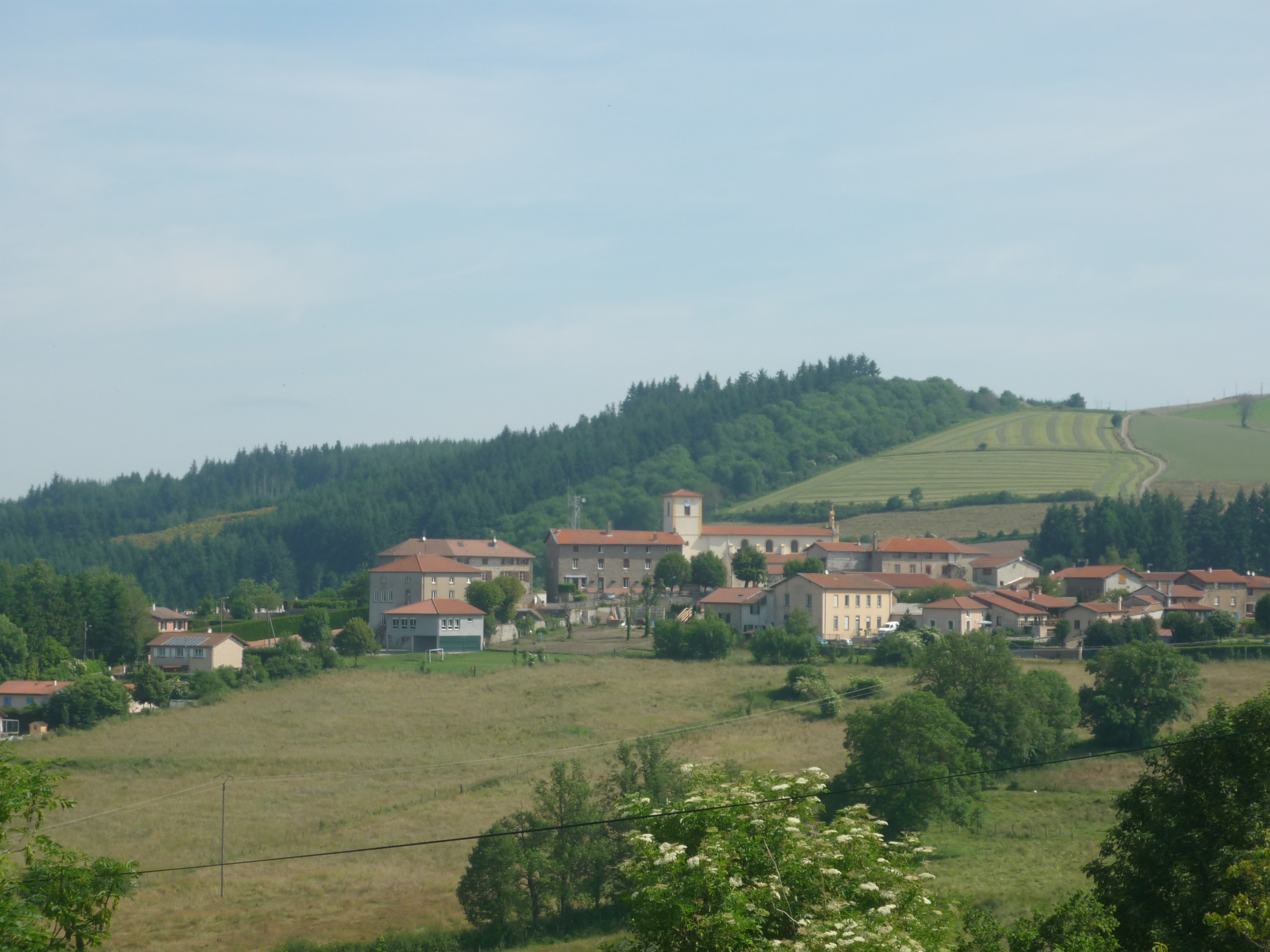
Les Sauvages
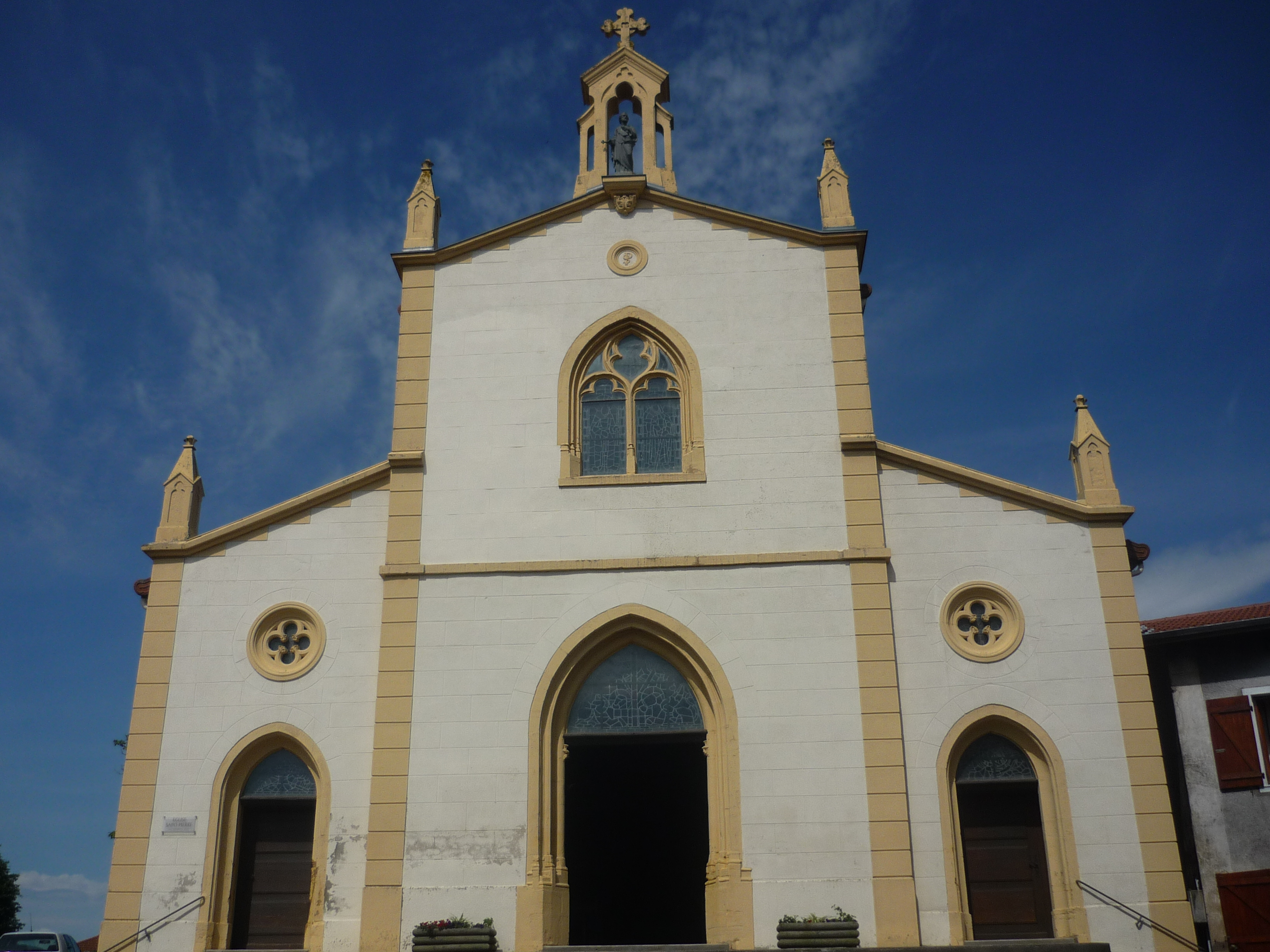
Kerk van Les Sauvages

## Geografie
De oppervlakte van Les Sauvages bedraagt 12,5 km², de bevolkingsdichtheid is 46,0 inwoners per km².
De onderstaande kaart toont de ligging van Les Sauvages met de belangrijkste infrastructuur en aangrenzende gemeenten.

## Demografie
Onderstaande figuur toont het verloop van het inwonertal (bron: INSEE-tellingen).

1. ↑  Populations de référence 2022.